# Alfred Horné
Alfred Horné (* 22. Mai 1928 in Frankfurt am Main; † 3. Mai 2014 in München) war ein deutscher Journalist, Autor und Gewerkschafter. Er war der letzte Vorsitzende der Gewerkschaft Kunst.

## Leben und Beruf
Horné studierte von 1946 bis 1951 Philosophie, Theologie und Politik, anschließend war er zunächst als Praktikant in der Eisen- und Stahlindustrie tätig. Von 1953 bis 1958 war er als Mitarbeiter für die DGB-nahe Gesellschaft für soziale Betriebspraxis in Düsseldorf tätig, zuletzt war er dort verantwortlicher Redakteur der Zeitschrift „Fachberichte“. Danach war er als freier Publizist tätig. 1963 wechselte er als Redakteur für Sozialpolitik zum Bayerischen Rundfunk.
Zuletzt lebte Horné in einem Seniorenheim in München. Er war Vater von fünf Kindern.

## Gewerkschaft
1979 wurde Horné zum Vorsitzenden der Rundfunk-Fernseh-Film-Union (RFFU) gewählt. Ein Jahr später übernahm er den Vorsitz der Gewerkschaft Kunst, der die RFFU angehörte. Unter seiner Führung wurde auf dem Gewerkschaftstag am 3. Dezember 1984 in Düsseldorf die IG Medien als Kartellgewerkschaft mit der IG Druck und Papier gebildet. 1989 fusionierten die beiden Gewerkschaften vollständig, woraufhin Horné aus dem Amt des Vorsitzenden ausschied. Das Amt des RFFU-Vorsitzenden legte er bereits 1985 nieder.

## Werke
Als Autor:
- Der beklagte Sieg, Villingen/Schwarzwald, Ring-Verlag, 1. Auflage 1959, 2. Auflage 1964
- Gefahr für die Rundfunkfreiheit, Rundfunk-Fernseh-Film-Union, München 1976
- Das geplagte Rückgrat, Stuttgart 1993

Als Herausgeber:
- Christ und Bürger heute und morgen, Ring-Verlag, Stuttgart 1958
- Zwischen Stillstand und Bewegung, Europäische Verlags-Anstalt, Frankfurt am Main 1965
- Gibt es einen gerechten Lohn?, Europäische Verlags-Anstalt, Frankfurt am Main 1965